# Enric Argullol i Murgadas
Enric Argullol i Murgadas (Barcelona, 1946) és un jurista català que fou el primer rector de la Universitat Pompeu Fabra.
El 2016 se li concedí la Creu de Sant Jordi per la seva trajectòria en l'àmbit del dret i especialment per la tasca com a primer rector de la Universitat Pompeu Fabra, de la qual ha estat catedràtic de Dret Administratiu. Durant el seu mandat va apostar per un model d'universitat pública, de qualitat i oberta al món. Expert en organització administrativa, comunitats autònomes, urbanisme i dret d'aigües, va ser membre de la Comissió Jurídica Assessora de la Generalitat de Catalunya, fins al 2017, quan va presentar la seva renúncia. Va ser membre de la Comissió de Traspassos de Serveis de l'Estat-Generalitat (1980 i 1981) i del Consell Consultiu de la Generalitat de Catalunya (1981-1987). S'ha implicat en la consolidació de les institucions catalanes.